# 400 m féminin à la Ligue de diamant 2012
Navigation
2011
L'épreuve du 400 mètres féminin de la Ligue de diamant 2012 se déroule du 19 mai au 30 août 2012. La compétition fait successivement étape à Shanghai, Eugene, Oslo, Paris, Londres, Stockholm et Zurich.

## Calendrier
| Date               | Meeting             | Ville     | Pays        |
| ------------------ | ------------------- | --------- | ----------- |
| 19 mai 2012        | Golden Grand Prix   | Shanghai  | Chine       |
| 2 juin 2012        | Prefontaine Classic | Eugene    | États-Unis  |
| 7 juin 2012        | Bislett Games       | Oslo      | Norvège     |
| 6 juillet 2012     | Meeting Areva       | Paris     | France      |
| 13-14 juillet 2012 | London Grand Prix   | Londres   | Royaume-Uni |
| 17 août 2012       | DN Galan            | Stockholm | Suède       |
| 30 août 2012       | Weltklasse          | Zurich    | Suisse      |

## Résultats
| Date | Meeting   | 1er                              | 1er   | 2e                             | 2e    | 3e                                  | 3e    |
| --- | --------- | -------------------------------- | ----- | ------------------------------ | ----- | ----------------------------------- | ----- |
| 19 mai 2012 | Shanghai  | Novlene Williams-Mills 50 s 00   | 4 pts | Amantle Montsho 50 s 83        | 2 pts | Kaliese Spencer 51 s 81 (SB)        | 1 pt  |
| 2 juin 2012 | Eugene    | Sanya Richards-Ross 49 s 39 (WL) | 4 pts | Amantle Montsho 49 s 62 (SB)   | 2 pts | Novlene Williams-Mills 49 s 78 (SB) | 1 pt  |
| 7 juin 2012 | Oslo      | Amantle Montsho 49 s 68          | 4 pts | Patricia Hall 50 s 71 (PB)     | 2 pts | Debbie Dunn 51 s 22 (SB)            | 1 pt  |
| 6 juillet 2012 | Paris     | Amantle Montsho 49 s 77          | 4 pts | Novlene Williams-Mills 49 s 95 | 2 pts | Francena McCorory 50 s 27           | 1 pt  |
| 13-14 juillet 2012 | Londres   | Christine Ohuruogu 50 s 42 (SB)  | 4 pts | Amantle Montsho 50 s 56        | 2 pts | Rosemarie Whyte 51 s 19             | 1 pt  |
| 17 août 2012 | Stockholm | Sanya Richards-Ross 49 s 89      | 4 pts | Amantle Montsho 50 s 03        | 2 pts | Christine Ohuruogu 50 s 77          | 1 pt  |
| 30 août 2012 | Zurich    | Sanya Richards-Ross 50 s 21      | 8 pts | Amantle Montsho 50 s 33        | 4 pts | Rosemarie Whyte 50 s 41             | 2 pts |
| Records et Performances - AR : Record continental (area record) - CR : Record des championnats (championship record) - MR : Record du meeting (meet record) - NR : Record national (national record) - OR : Record olympique (olympic record) - PR : Record paralympique (paralympic record) - PB : Record personnel (personal best) - SB : Meilleure performance personnelle de la saison (season's best) - WL : Meilleure performance mondiale de l'année (world leader) - WJR : Record du monde junior (world junior record) - WR : Record du monde (world record) Circonstances et Conditions - DNF : N'a pas terminé (did not finish) - DNS : N'a pas pris le départ (did not start) - DQ : Disqualification (disqualification) - NM : Aucun essai valable enregistré (No Mark) - Q : Qualifié « directement » au prochain tour (ou à la prochaine compétition), lors d'une compétition majeure, grâce au classement ou à la réalisation des minima (automatic qualifier) - q : Qualifié au prochain tour (ou à la prochaine compétition), lors d'une compétition majeure, grâce au repêchage ou à la réalisation de l'une des meilleures performances parmi celles des « non qualifiés directement » (grâce au meilleur temps ou à la meilleure distance par exemple) (secondary qualifier) |           |                                  |       |                                |       |                                     |       |

## Classement général
| Rang | Athlète | Points |
| ---- | ------- | ------ |
| 1    |         |        |
| 2    |         |        |
| 3    |         |        |
| 4    |         |        |
| 5    |         |        |